# Byrsonima bracteata
Byrsonima bracteata är en tvåhjärtbladig växtart som beskrevs av Fawcett och Rendle. Byrsonima bracteata ingår i släktet Byrsonima och familjen Malpighiaceae. Inga underarter finns listade i Catalogue of Life.